# 美囊郡
美囊郡（日语：／ Minō gun */?）是過去位於兵庫縣中東部的郡，已於2005年10月24日因無管轄町村而被廢除。
過去的範圍包括現在的三木市全部地區及神戶市北區的西北部部分地區。

## 歷史
在令制國時代屬於播磨國，19世紀末江戶時代結束之際，美囊郡大部分地區屬於明石藩，另有部分區域分屬幕府、壬生藩、古河藩、濱松藩、三草藩的領地。
隨著1868年幕府的結束及接著實施的廢藩置縣政策，曾分別先後隸屬兵庫裁判所、明石縣、壬生縣、古河縣、鶴舞縣、三草縣，1871年全數被整併到飾磨縣內，1876年再次整併後屬於兵庫縣。
1879年實施郡區町村編制法，正式的設置了近代的行政區劃「美囊郡」，郡役所設於三木町（位於現在的三木市）。

### 沿革

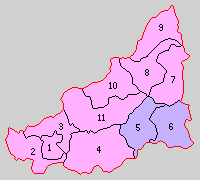
1889年美囊郡轄下的行政區劃
1.三木町 2.別所村 3.久留美村 4.志染村 5.淡河村 6.上淡河村 7.奧吉川村 8.中吉川村 9.北谷村 10.口吉川村 11.細川村
（紫色：現屬神戶市、桃色：現屬三木市）

- 1889年04月1日：實施町村制，美囊郡下設：三木町（日语：三木町 (兵庫県)）、別所村（日语：別所村 (兵庫県美囊郡)）、久留美村（日语：久留美村）、志染村（日语：志染村）、淡河村（日语：淡河村）、上淡河村（日语：上淡河村）、奧吉川村（日语：奥吉川村）、中吉川村（日语：中吉川村 (兵庫県)）、北谷村（日语：北谷村 (兵庫県)）、口吉川村（日语：口吉川村）、細川村（日语：細川村 (兵庫県)）。（1町10村）
- 1896年7月1日：實施郡制（日语：郡制），設立郡參事會（日语：郡参事会）。
- 1923年04月1日：廢除郡會和郡參事會。
- 1926年7月1日：廢除郡役所，此後郡不再作為行政區劃，只作為地名的表示。
- 1951年03月15日：久留美村被併入三木町。（1町9村）
- 1954年06月10日：三木町、口吉川村、別所村、細川村合併為三木市[2]，並脫離美囊郡。（6村）
- 1954年7月1日：志染村被併入三木市。（5村）
- 1955年07月1日：奧吉川村、中吉川村、北谷村合併為吉川町（日语：吉川町 (兵庫県)）。（1町2村）
- 1957年07月1日：淡河村和上淡河村合併為新設立的淡河村。（1町1村）
- 1958年02月1日：淡河村被併入神戶市，最初被劃入兵庫區內。（1町）
- 2005年10月24日：吉川町被併入三木市[2]，同時美囊郡因無管轄町村而被廢除。

### 變遷表
| 1889年4月1日 | 1889年-1926年 | 1926年-1944年 | 1944年-1954年            | 1944年-1954年           | 1954年-1989年       | 1954年-1989年           | 1989年-現在               | 現在                    |                         |
| ------------ | ------------- | ------------- | ------------------------ | ----------------------- | ------------------- | ----------------------- | ------------------------- | ----------------------- | ----------------------- |
| 三木町       | 三木町        | 三木町        | 三木町                   | 1954年6月10日 三木市    | 三木市              | 三木市                  | 三木市                    | 三木市                  |                         |
| 久留美村     | 久留美村      | 久留美村      | 1951年3月15日 併入三木町 | 1954年6月10日 三木市    | 三木市              | 三木市                  | 三木市                    | 三木市                  |                         |
| 別所村       |               |               |                          | 1954年6月10日 三木市    | 三木市              | 三木市                  | 三木市                    | 三木市                  |                         |
| 口吉川村     |               |               |                          | 1954年6月10日 三木市    | 三木市              | 三木市                  | 三木市                    | 三木市                  |                         |
| 細川村       |               |               |                          | 1954年6月10日 三木市    | 三木市              | 三木市                  | 三木市                    | 三木市                  |                         |
| 志染村       | 志染村        | 志染村        | 志染村                   | 1954年7月1日 併入三木市 | 三木市              | 三木市                  | 三木市                    | 三木市                  |                         |
| 奧吉川村     | 奧吉川村      | 奧吉川村      | 奧吉川村                 | 奧吉川村                | 1955年7月1日 吉川町 | 1955年7月1日 吉川町     | 2005年10月24日 併入三木市 | 三木市                  |                         |
| 中吉川村     |               |               |                          |                         | 1955年7月1日 吉川町 | 1955年7月1日 吉川町     | 2005年10月24日 併入三木市 | 三木市                  |                         |
| 北谷村       |               |               |                          |                         | 1955年7月1日 吉川町 | 1955年7月1日 吉川町     | 2005年10月24日 併入三木市 | 三木市                  |                         |
| 淡河村       | 淡河村        | 淡河村        | 淡河村                   | 淡河村                  | 1957年7月1日 淡河村 | 1958年2月1日 併入神戶市 | 1958年2月1日 併入神戶市   | 1958年2月1日 併入神戶市 | 1958年2月1日 併入神戶市 |
| 上淡河村     |               |               |                          |                         | 1957年7月1日 淡河村 | 1958年2月1日 併入神戶市 | 1958年2月1日 併入神戶市   | 1958年2月1日 併入神戶市 | 1958年2月1日 併入神戶市 |